# 直角記号
直角記号（ちょっかくきごう、英: right angle symbol）は「∟」の形をした幾何学で用いられる記号である。

## 概要
直角記号は、下線の左に接する縦線を引く図形を書く。角を表す角記号「∠」の直角の場合に用いられる記号である。

### 使用例
```
∟ABC （線分 AB と線分 BC が頂点 B について直角をなしていることを示す。）
```

### 書換
直角記号は手書きの場合、角記号「∠」と区別が付きづらいことがあり、「∠R」（R は Right Angle）と表すことがある。

## 符号位置
| 記号 | Unicode | JIS X 0213 | 文字参照         | 名称                 |
| ---- | ------- | ---------- | ---------------- | -------------------- |
| ∟    | U+221F  | 1-13-88    | &#x221F; &#8735; | 直角、ファクトリアル |